# Serial kryminalny

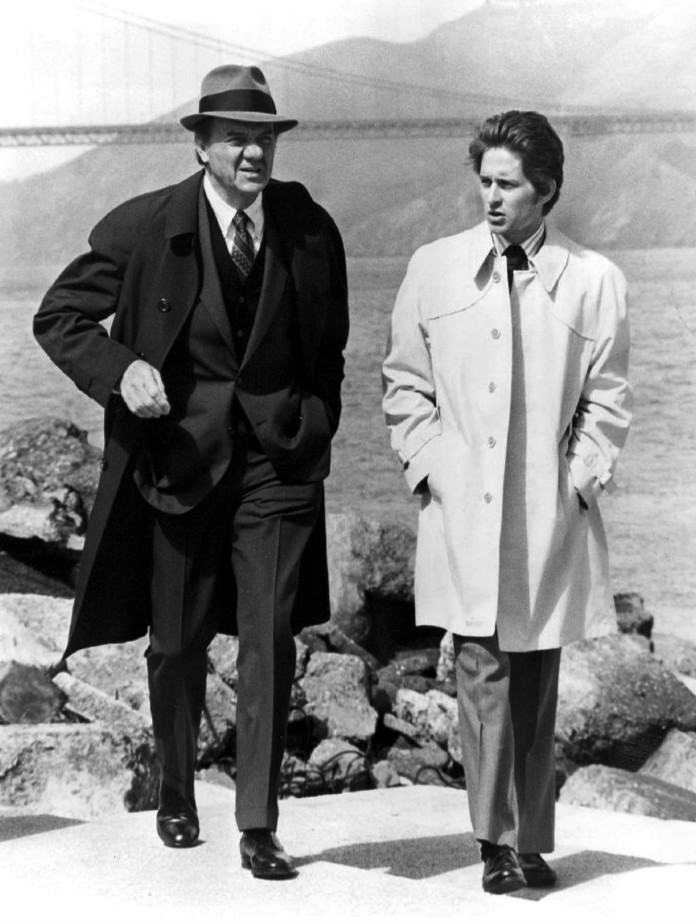
Scena z serialu Ulice San Francisco

Serial kryminalny – gatunek serialu telewizyjnego, którego tematyką jest śledztwo zmierzające do wykrycia sprawcy zbrodni. W tym gatunku serialu przedstawia się działalność detektywów, śledczych, specjalnych agentów, prawników i policji zmierzającą do rozwikłania zbrodni i aresztowania sprawcy, zbierane są dowody, poszukuje się motywów przestępstwa, prowadzone są przesłuchania świadków i podejrzanych. Często siły policyjne mają do dyspozycji najnowsze zdobycze techniki laboratoryjnej. 
Stylistycznie gatunek może się pokrywać i łączyć z wieloma innymi gatunkami, takimi jak np. serial dramatyczny lub gangsterski. 
Najdłużej emitowany serial kryminalny o tematyce prawniczej to Prawo i Porządek (ang. Law&Order). Z kolei serialem cieszącym się największą popularnością wg IMDb jest produkcja niemieckojęzyczna Dark. W TOP 10 znajduje się wiele produkcji dostępnych na platformie internetowej Netflix. Są to m.in.: Lucyfer, Peaky Blinders, Breaking Bad. 
Wybrane seriale kryminalne: 
- Sherlock
- True Detective
- Peaky Blinders
- Narcos
- Breaking Bad
- Zadzwoń do Saula
- Dexter
- Lucyfer
- Kości
- Gotham
- Belfer
- Kryminalni
- Zabójcze umysły